# Ett öga rött
Ett öga rött ist ein schwedischer Fernsehfilm aus dem Jahr 2007 unter der Regie von Daniel Valentin und basiert auf dem Roman von Jonas Hassen Khemiris mit demselben Namen. Unter anderem spielen Youssef Skhayri, Hassan Brijany und Anbar Albayati in dem Film mit.

## Handlung
Der 15-jährige Halim wohnt mit seinen Eltern, die aus Marokko stammen, in Södermalm in Stockholm. Nach dem Tod seiner Mutter beschließt sein Vater umzuziehen und die alten Erinnerungen aus Marokko, die sie in ihrer alten Wohnung hatten, hinter sich zu lassen. Er will, dass Halim von jetzt an nur noch schwedisch spricht, kocht schwedisches Essen und hört schwedische Musik. Halim jedoch hat den schwedischen Integrationsplan durchschaut, der alle Einwanderer zu Schweden machen will. Er will das verhindern und seinen Vater dazu bringen, seine arabischen Wurzeln nicht zu vergessen.

## Hintergrund
Ett öga rött wurde von Fredrik Wikström für Tre Vänner AB produziert. Der Film wurde zwischen dem 1. August und dem 10. Oktober 2006 in Trollhättan und Stockholm nach einem Drehbuch von Karin Arrhenius, Wallentin und Wikström gedreht. Er wurde von Ari Willey aufgenommen und von Bernhard Winkler, Robin Siwe und Wallentin bearbeitet. Die Musik wurde von Johan Testad komponiert.
Der Film wurde im August 2007 bei den Malmö Filmdagar uraufgeführt und hatte am 7. September 2007 seine Kinopremiere. Er wurde am 28. November 2007 auf DVD veröffentlicht. Das schwedische Fernsehen zeigte den Film am 6. Dezember 2013 auf SVT1.

## Rezeption
Der Film hat eine durchschnittliche Bewertung von 3,3 / 5 auf Kritiker.se, basierend auf 18 Bewertungen. Es erhielt die höchste Bewertung von Aftonbladet, Cinema, Dalarnas Tidningar und Moviezine (alle 4/5) und die niedrigste von Kommunalarbetaren (2/5).
Der Film wurde 2008 bei den Nordischen Filmtagen Lübeck besonders erwähnt. Hassan Brijany wurde 2008 als bester Nebendarsteller mit einem Guldbagge ausgezeichnet. Der Film wurde auch für den Biopublikens Preis nominiert.